# Ralf Risse
Ralf Risse (Hagen, 9 luglio 1964) è un ex cestista tedesco.

## Carriera
Con la Germania Ovest ha disputato i Campionati mondiali del 1986.